# Steißlingen

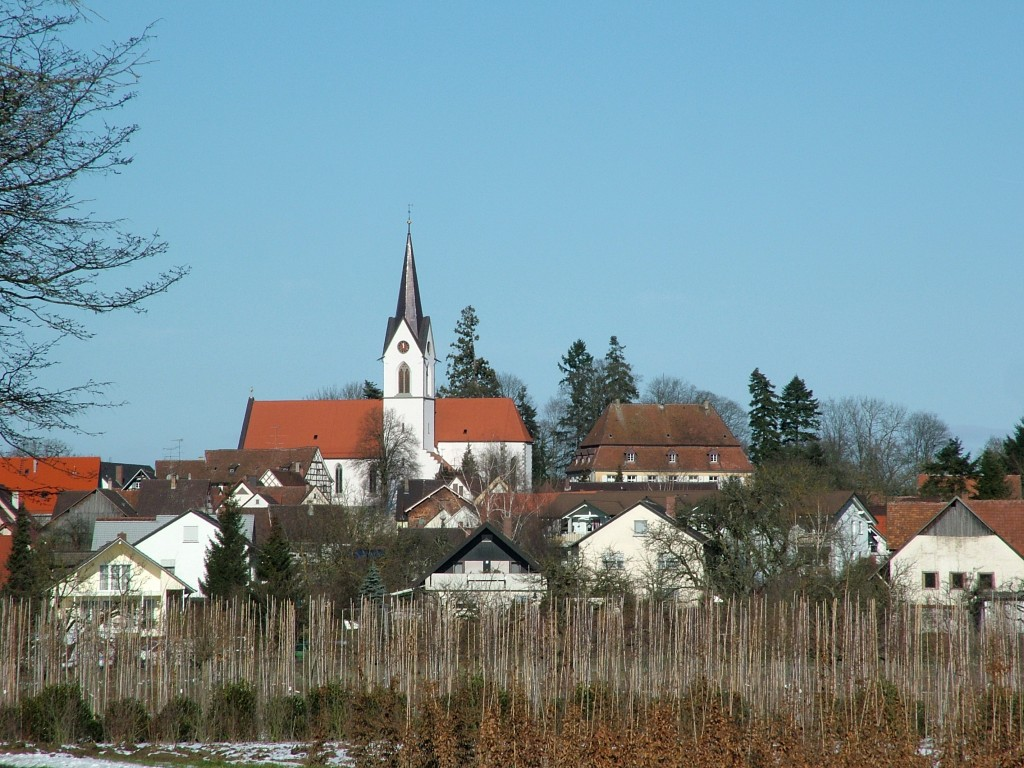
Steißlingen

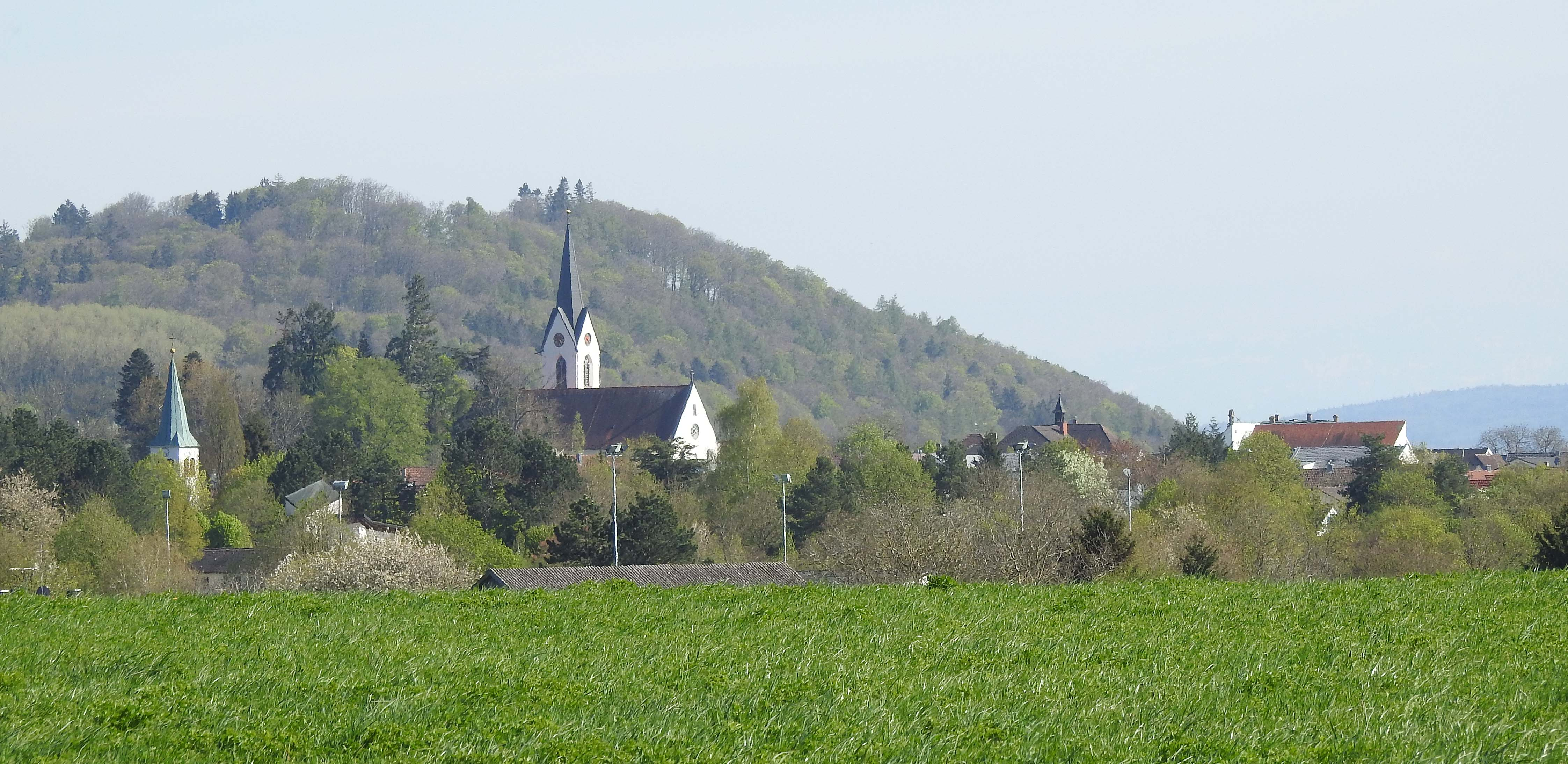
Steißlingen von Norden

Steißlingen ist eine Gemeinde im Landkreis Konstanz in Baden-Württemberg.

## Geographie

### Geographische Lage
Der staatlich anerkannte Erholungsort Steißlingen liegt nördlich des Bodensees im Hegau.

### Gewässer

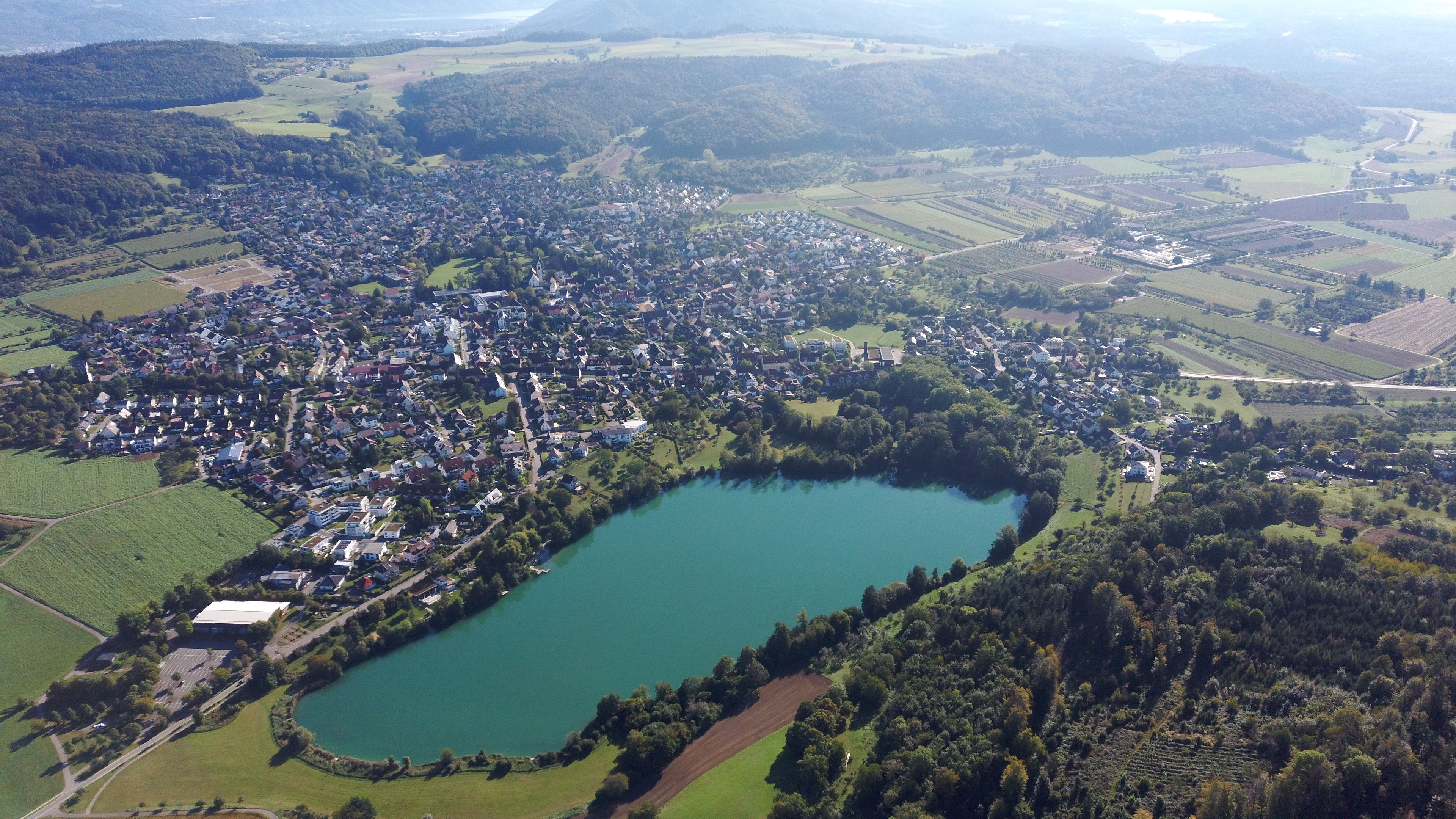
Steißlingen und Steißlinger See

Der Steißlinger See ist 11,19 Hektar groß. Der aus eingeschotterten Eismassen hervorgegangene See weist eine Länge von 600 Metern auf und misst an seiner breitesten Stelle 255 Meter. Die tiefste Stelle des Sees beträgt 21,4 Meter, der Mittelwasserstand 445,56 m.ü.NN und das Gesamtvolumen 1.152.286 m³ (Messung des Instituts für Seenforschung im Oktober 2011). Der als Naturdenkmal anerkannte See bietet in seinem Schilfgürtel Schutz für brütende Vögel und andere Tiere. Das touristisch bedeutende Freibad des Sees hat pro Badesaison etwa 50.000 Besucher.
1979 entdeckten Sporttaucher am nördlichen Ufer des Sees einen etwa 4 m langen Einbaum. Der Bau des 1980 gehobenen Artefakts wird auf die Wende vom 15. zum 16. Jahrhundert geschätzt.

### Flächennutzung
Die folgende Tabelle zeigt die Flächenerhebung nach Art der tatsächlichen Nutzung jeweils zum 31. Dezember des angegebenen Jahres:
| Flächennutzung                | 1988   | 2000   | 2010   |
| ----------------------------- | ------ | ------ | ------ |
| Landwirtschaftsfläche         | 57,4 % | 53,2 % | 52,2 % |
| Waldfläche                    | 28,8 % | 29,6 % | 29,7 % |
| Siedlungs- und Verkehrsfläche | 10,0 % | 14,2 % | 15,7 % |
| Wasserfläche                  | 0,7 %  | 0,7 %  | 0,8 %  |
| übrige Nutzungsarten          | 3,1 %  | 2,3 %  | 1,7 %  |

### Nachbargemeinden
Die Gemeinde grenzt im Norden an Orsingen-Nenzingen, im Osten an die Stadt Stockach, im Süden an die Stadt Radolfzell am Bodensee und im Westen an die Stadt Singen (Hohentwiel) und Volkertshausen.

### Gemeindegliederung
Zur Gemeinde Steißlingen mit der früher selbstständigen Gemeinde Wiechs gehören sieben Dörfer, Weiler und Höfe. Zur Gemeinde Steißlingen im Gebietsstand vom 30. Juni 1972 gehören das Dorf Steißlingen, der Weiler Maiershöfe sowie die Höfe Hardmühle und Ziegelhof. Zur ehemaligen Gemeinde Wiechs gehören das Dorf Wiechs und der Weiler Schoren. Auf der Gemarkung Steißlingen befinden sich ebenfalls das Gewerbegebiet Hard Nord und das im Jahr 2009 entstandene Industriegebiet Hard Süd.

## Geschichte
Umweltgeschichtliche und archäologische Untersuchungen an jahreszeitlich geschichteten Sedimenten des Steißlinger Sees zeigen beispielhaft für Mitteleuropa die Entwicklung der Landschaft im Laufe der letzten 16.000 Jahre. Erste Bodenfunde auf der Steißlinger Gemarkung reichen bis in die mittlere Steinzeit zurück. Der Name Steißlingen selbst ist alemannischen Ursprungs. Die erste urkundliche Erwähnung erfolgte im Jahr 1155, Steißlingen wird in der so genannten Barbarossaurkunde erwähnt und als Besitzung des Bistums Konstanz ausgewiesen. Um 1400 kam der Ort zur Landgrafschaft Nellenburg und mit dieser 1465 an Vorderösterreich. Einen großen Einschnitt in die Entwicklung brachte das Jahr 1499, als die Dörfer Steißlingen und Wiechs im Schweizerkrieg von den Eidgenossen geplündert und abgebrannt wurden.

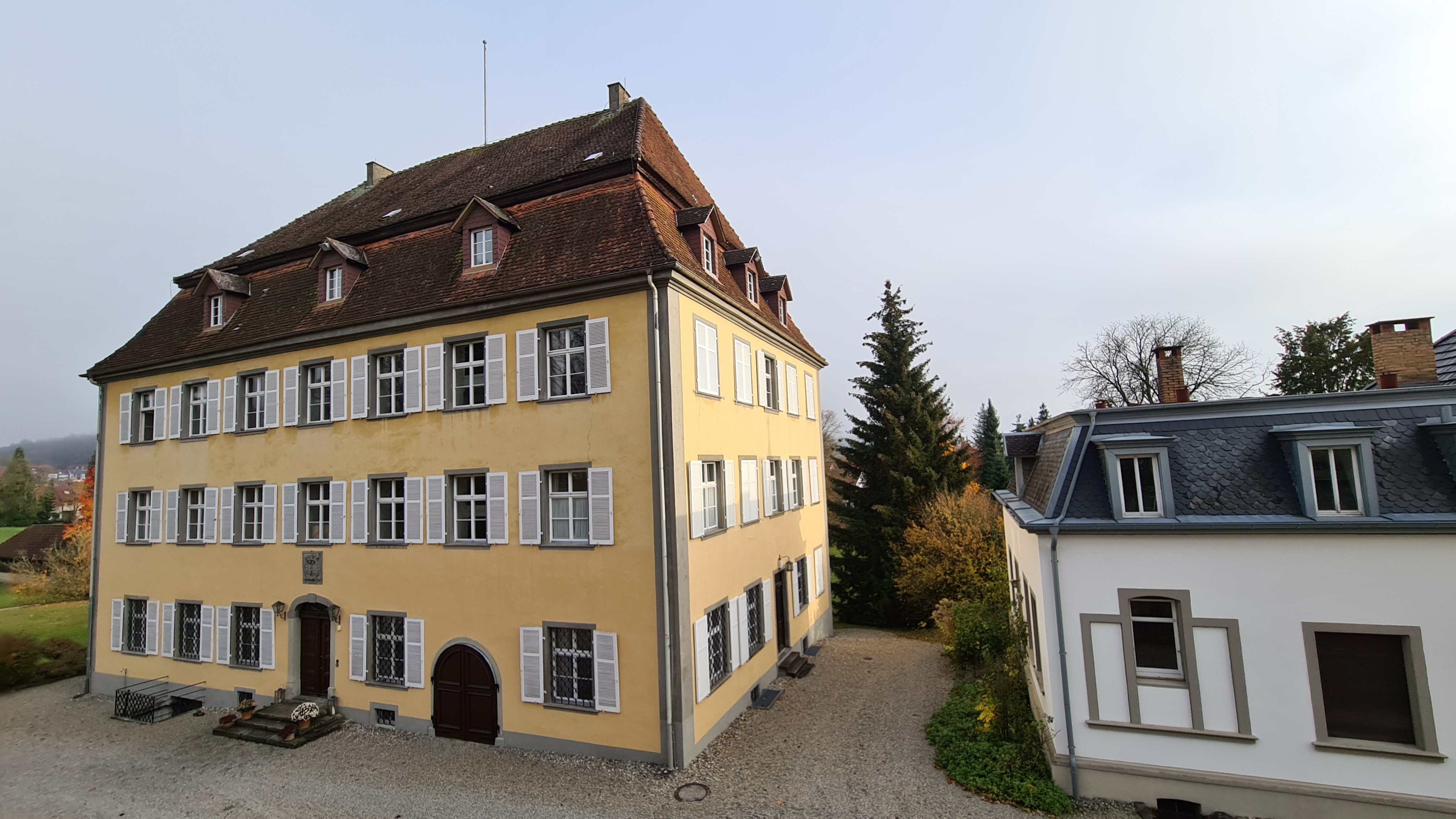
Schloss Steißlingen

Als Steißlinger Grundherren sind seit 1287 die (seit 1096 urkundlich nachweisbaren) Herren von Homburg genannt, die hier vermutlich schon länger ansässig waren und ehemalige Ministerialen des Bischofs von Konstanz gewesen sind. Sie blieben bis 1566 Ortsherren. Steißlingen zählte zum Ritterkanton Hegau-Allgäu-Bodensee des Schwäbischen Ritterkreises. 1499 wurden die Dörfer und Schlösser von Steißlingen und Wiechs von den Eidgenossen geplündert und abgebrannt. Ein danach erbautes Schloss in Steißlingen wurde im Dreißigjährigen Krieg stark in Mitleidenschaft gezogen. Steißlingen diente als eines der Quartiere für die Truppen der kaiserlichen Verbündeten, von denen aus die Festung Hohentwiel belagert wurde. Das alte Schloss wurde 1724 bis 1726 durch den heutigen Schlossbau ersetzt. Seit 1672 waren die Ebinger von der Burg Grundherren. Nach ihrem Aussterben erwarben 1780 die Freiherren von Stotzingen das Schloss, das sie bis heute bewohnen.
1810 wurde Steißlingen im Grenzvertrag zwischen Württemberg und Baden badisch.
Als der Landkreis Stockach 1973 aufgelöst wurde, wurde Steißlingen dem Landkreis Konstanz zugeordnet.

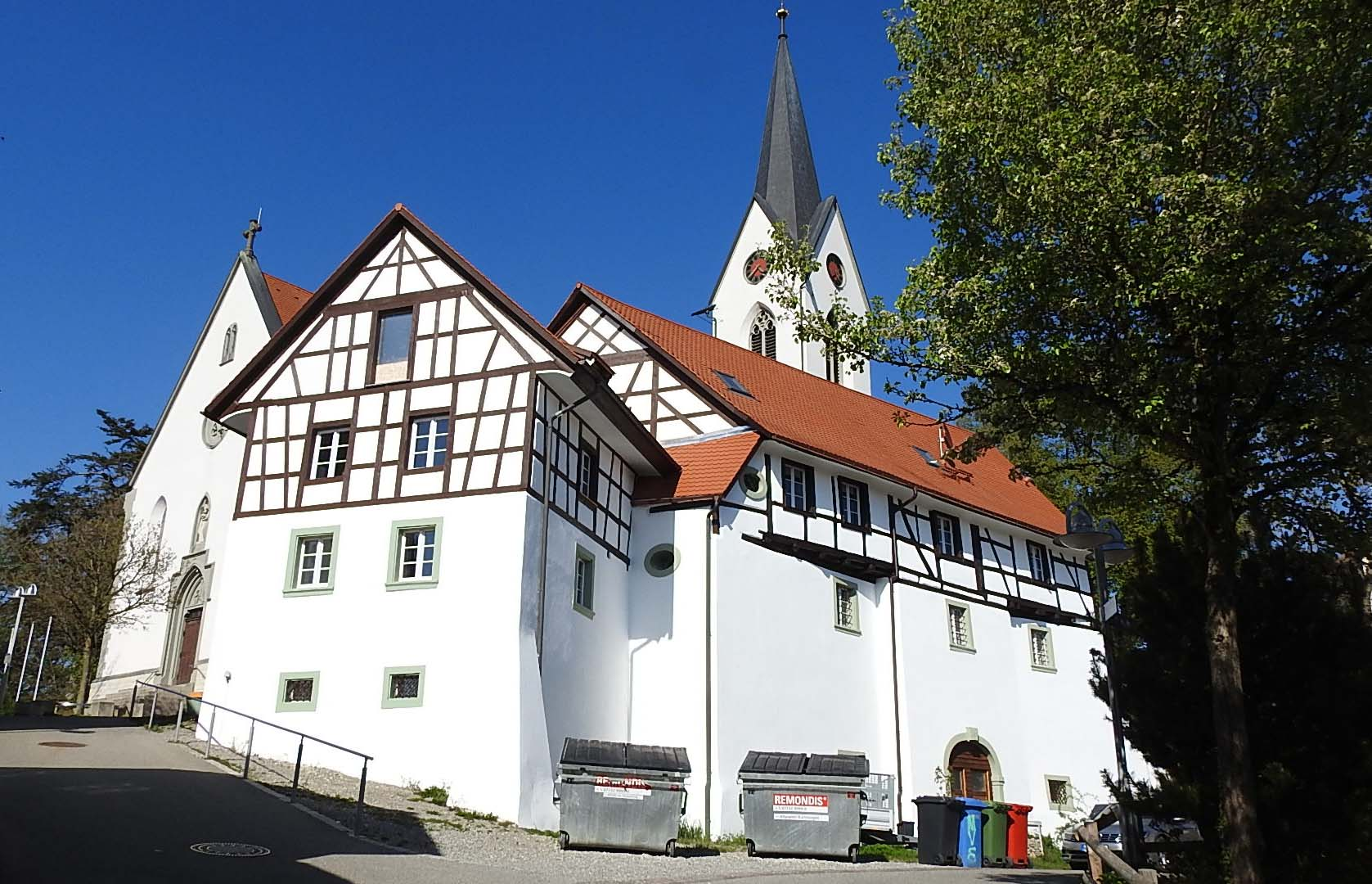
Ehem. Klösterle und St. Remigius in Steißlingen

## Religionen
Aufgrund der Zugehörigkeit zu Vorderösterreich konnte die Reformation in Steißlingen nicht Fuß fassen, so dass auch heute noch die Mehrheit der Bevölkerung der römisch-katholischen Kirche im Erzbistum Freiburg angehört. Neben der St.-Remigius-Kirche im Hauptort bestehen auch drei römisch-katholische Kapellen. Seit 1957 gibt es mit der Friedenskirche auch ein evangelisches Gotteshaus im Ort.

## Bevölkerung
Steißlingen hat gemäß Rathausstatistik 4762 Einwohner (Stand: 31. Dezember 2015). Gegenüber dem Vorjahr entspricht dies einem Bevölkerungswachstum von 105 Personen bzw. 2,3 Prozent. Im Jahr 2015 gab es in Steißlingen 363 Anmeldungen und 265 Abmeldungen sowie 55 Geburten und 54 Sterbefälle.
Zum 31. Dezember 2013 hatte die Gemeinde 4627 Einwohner, davon 4464 im Ortsteil Steißlingen und 173 im Ortsteil Wiechs.
| Demografische Daten | 1871 (V) | 1880 (V) | 1890 (V) | 1900 (V) | 1910 (V) | 1925 (V) | 1933 (V) |
| ------------------- | -------- | -------- | -------- | -------- | -------- | -------- | -------- |
| Einwohnerzahl       | 1466     | 1523     | 1522     | 1462     | 1441     | 1547     | 1552     |
| jährliches Wachstum | n. a.    | 0,4 %    | 0,0 %    | −0,4 %   | −0,1 %   | 0,5 %    | 0,0 %    |

| Demografische Daten | 1939 (V) | 1950 (V) | 1956 (V) | 1961 (V) | 1970 (V) | 1980 (F) | 1987 (V) |
| ------------------- | -------- | -------- | -------- | -------- | -------- | -------- | -------- |
| Einwohnerzahl       | 1623     | 1881     | 2038     | 2139     | 2851     | 3122     | 3296     |
| jährliches Wachstum | 0,8 %    | 1,4 %    | 1,4 %    | 1,0 %    | 3,7 %    | 1,0 %    | 0,8 %    |
| Ausländeranteil     | n. a.    | n. a.    | n. a.    | 1,6 %    | 7,2 %    | n. a.    | n. a.    |

| Demografische Daten | 1990 (F) | 1995 (F) | 2000 (F) | 2005 (F) | 2010 (F) | 2015 (F) |
| ------------------- | -------- | -------- | -------- | -------- | -------- | -------- |
| Einwohnerzahl       | 3427     | 4012     | 4248     | 4541     | 4608     | 4716     |
| jährliches Wachstum | 1,3 %    | 3,4 %    | 1,2 %    | 1,4 %    | 0,3 %    | 0,5 %    |
| Ausländeranteil     | 4,1 %    | 6,6 %    | 5,6 %    | 5,6 %    | 6,0 %    | n. a.    |

Abkürzungen:
V = Volkszählungsergebnisse;
F = Fortschreibungen des Bevölkerungsstands zum 31. Dezember des Jahres;
R = Rathausstatistik der Gemeinde zum 31. Dezember des Jahres;
n. a. = nicht angegeben
Quellen: V, F; R

## Politik

### Verwaltungsgemeinschaft
Die Gemeinde gehört der Vereinbarten Verwaltungsgemeinschaft der Stadt Singen (Hohentwiel) an.

### Gemeinderat
Der Gemeinderat in Steißlingen besteht aus den 14 gewählten ehrenamtlichen Gemeinderäten und dem Bürgermeister als Vorsitzendem. Der Bürgermeister ist im Gemeinderat stimmberechtigt.
Die Kommunalwahl am 9. Juni 2024 führte zu folgendem Endergebnis. Die Wahlbeteiligung lag bei 69,15 %.
| Partei / Liste | Stimmenanteil | Sitze |
| CDU            | 43,14 %       | 6     |
| Freie Wähler   | 36,86 %       | 5     |
| SPD/Grüne      | 20,01 %       | 3     |

### Bürgermeister
Bürgermeister von Steißlingen ist seit dem 16. Januar 2018 Benjamin Mors. Er folgt auf Artur Ostermaier, welcher nach 40  Jahren in den Ruhestand verabschiedet wurde.
Die letzte Bürgermeisterwahl fand am 22. Oktober 2017 bei einer Wahlbeteiligung von 68,7 % statt. Den höchsten Stimmenanteil erzielte Benjamin Mors (* 1991) mit 77,9 %. Seine Mitbewerber Bernhard Diehl und Matthias Schaubel erhielten 13,4 % bzw. 8,4 % der Stimmen.

### Wappen
| Wappen der Gemeinde Steißlingen | Blasonierung: „In Gold (Gelb) auf einer liegenden, vierendigen blauen Hirschstange (Zinken nach unten) stehend ein flugbereiter, rot bezungter schwarzer Geier.“ |
| Wappen der Gemeinde Steißlingen | Wappenbegründung: Die Grundherrschaft über den ritterschaftlichen Ort hatten seit 1672 die Familie Ebinger von der Burg, ab 1790 die Freiherren von Stotzingen. Die Hochgerichtsbarkeit lag bis 1806 bei der Landgrafschaft Nellenburg. Das Ortsgericht, seit 1617 nachzuweisen, führte bis mindestens 1811 kein eigenes Siegel. Vor 1830 verwendete man im Gemeindesiegel den badischen Wappenschild. In späteren Stempeln ist der Schrägbalken mit einer kettenartigen geometrischen Figur belegt, zum Teil von zwei Sternen beseitet, während ein Engelskopf sich über und landwirtschaftliche Geräte unter der ovalen Wappenkartusche befinden. Eine Erklärung für das Wappenbild hat sich bisher nicht finden lassen. Das im Jahre 1897 auf Vorschlag des Generallandesarchivs angenommene Wappen verbindet den Geier aus dem Wappen der Ebinger von der Burg mit einer nellenburgischen Hirschstange. |

### Partnergemeinden
- Saint-Palais-sur-Mer, Frankreich

## Kultur und Sehenswürdigkeiten

### Bauwerke
- Die Steißlinger Torkel: Als Torkel (aus lat. torquere ‚drehen‘, torculum ‚Kelter‘) werden sowohl Weinpressen als auch das Gebäude, in dem sie stehen, bezeichnet. Um 1500 war Baubeginn der jetzigen Torkel, 1620 standen acht große trukh ‚Torkeln‘ in der Steißlinger Herrentorkel. Im 19. Jahrhundert folgte der Niedergang des Weinbaus durch Missernten und Rebkrankheiten, 1912 brach ein Brand in der Torkel aus. Aufgrund neuer Rebkrankheiten wich 1929 der Weinbau dem Obstanbau, in den 1960er und 1970er Jahren verfiel die Herrentorkel zusehends. 1976 bis 1979 erfolgten erste Restaurierungsmaßnahmen, 1991 kaufte die Gemeinde die Torkel, 2003 bis 2004 wurden grundlegende Sanierungsmaßnahmen am Gebäude durchgeführt (Restaurierung der Torkelbäume und der Quetsche). Im Mai 2004 fand die Einweihung und Übergabe der sanierten Torkel an die Bevölkerung statt.
- Die 2000 erbaute Grund- und Hauptschule hat für ihre innovative Holzarchitektur mehrere Architektur- und Ökologiepreise bekommen, 2014 wurde sie durch eine Gemeinschaftsschule erweitert.

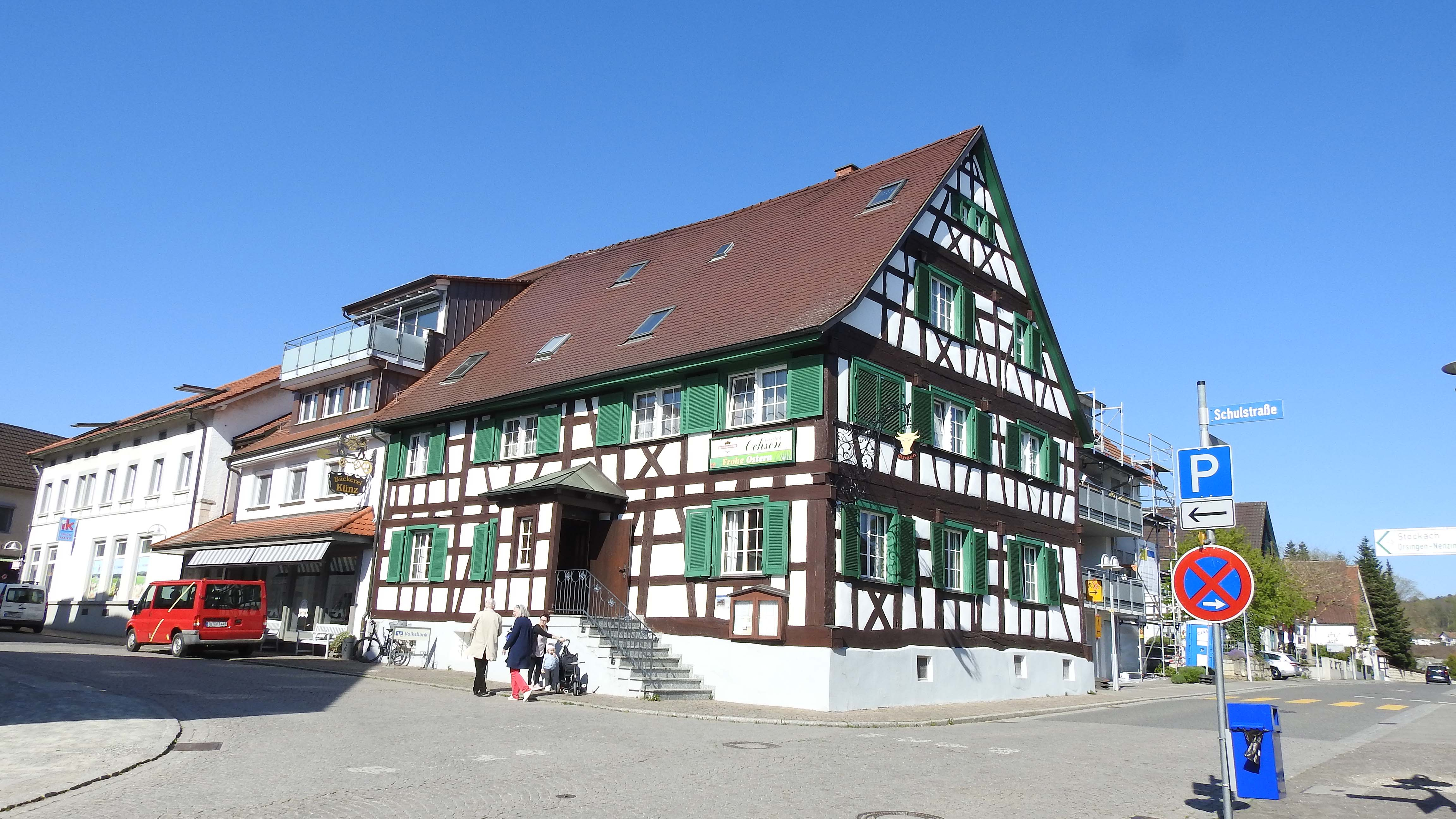
Gasthof Ochsen in Steißlingen

### Sonstiges
- Der Ehrenfriedhof der Gemeinde Steißlingen wurde am 22. Oktober 1922 eingeweiht. Er dient heute dem Gedenken an die Opfer beider Weltkriege.[13]

## Wirtschaft und Infrastruktur

### Raumplanung
Steißlingen gehört gemäß Landesentwicklungsplan 2002 des Wirtschaftsministeriums Baden-Württemberg zum Mittelbereich Singen (Hohentwiel) und zum Oberbereich Konstanz. Steißlingen ist sowohl bei den Gewerbeansiedlungen als auch bei der Wohnbebauung geprägt von rasantem Wachstum. Der Flächennutzungsplan der Vereinbarten Verwaltungsgemeinschaft (VVG) Singen weist weitere Kiesabbauflächen aus, sodass weiterhin Wald gerodet werden muss. Die Verdichtung der Wohnbebauung wird auch in Steißlingen in den nächsten Jahren mehr Gewicht bekommen. Die bebaute Fläche beträgt inzwischen 8 %. Pläne für zwei Windkraftanlagen auf dem Kirnberg bei Steißlingen wurden im November 2017 aufgegeben.

### Gewerbe
In Steißlingen waren Ende 2012 369 Gewerbebetriebe (einschließlich Nebengewerbe) gemeldet. Dachser, MAN Truck & Bus und ALWA Decotec haben dort Betriebsstätten.
Das Gewerbegebiet Steißlingen wurde in den vergangenen Jahren mehrfach erweitert, 2015 durch das Gewerbegebiet Vor Eichen. Das Gewerbegebiet Mühlenweg ist ebenfalls gewachsen; dort befindet sich unter anderem das ADAC-Fahrsicherheitszentrum.

### Verkehr
Durch eine Alltagsroute aus dem Radnetz Baden-Württemberg ist Steißlingen mit Singen und über Orsingen-Nenzingen mit Stockach verbunden.

### Bildungseinrichtungen
Der Ort verfügt über die Grund- und Hauptschule Steißlingen (GHS) mit integrierter Werkrealschule. An der Grundschule wird eine sichere Betreuungszeit im Rahmen der verlässlichen Grundschule angeboten. In der Schule arbeiten (Stand 2019) 21 Lehrer; sie wird von 355 Schülern in 16 Klassen besucht. Die durchschnittliche Klassengröße lag mit 22,5 Schülern an der Grundschule und 21,6 an der Hauptschule im Schuljahr 2006/07 im Durchschnitt der Region. Im gleichen Jahr waren 26 % der Schulübergänge von der Grundschule an Hauptschulen, 33 % an Realschulen und 41 % an Gymnasien.
Die folgende Tabelle zeigt die Schulen sowie Schüler an öffentlichen allgemeinbildenden Schulen im Schuljahr 2023/24 nach Schularten. Angegeben wird nicht die Anzahl der organisatorischen Einheiten einer Schulart, sondern die Anzahl der jeweils vorhandenen Schulgliederungen.
| Öffentliche Schulen  | Anzahl Schulen | Anzahl Schüler |
| -------------------- | -------------- | -------------- |
| Grundschulen         | 1              | 219            |
| Gemeinschaftsschulen | 1              | 194            |
| insgesamt            | 2              | 413            |

In Steißlingen gibt es den kommunalen Kindergarten Storchennest und den römisch-katholischen Kindergarten St. Elisabeth. Im Kindergarten Storchennest werden seit September 2006 Kinder ab zwei Jahren aufgenommen. Außerdem gibt es für Kinder bis drei Jahre eine privat organisierte Spielgruppe.
Im sanierten Bürgerhaus im Ortszentrum residiert die Gemeindemusikschule sowie die katholische öffentliche Bücherei.

### Freizeit- und Sportanlagen
Das Sportareal im Mindlestal und der Bolzplatz in der Gartenstraße können außerhalb der Schul- und Trainingszeiten von jedermann genutzt werden.
Das Sportareal Mindlestal besteht aus zwei Fußballfeldern, einer Leichtathletikanlage, Tennisplätzen, der Mindlestal-Sporthalle und einer Kletterwand. Im Mindlestal haben die Vereine TuS Steißlingen, FC Steißlingen und der TC Steißlingen ihre wichtigsten Sportstätten.
Für Kinder und Jugendliche stehen im gesamten Gemeindegebiet zehn Spielplätze zur Verfügung. Besonders zu erwähnen ist der mehrfach ausgezeichnete Spiel- und Turngarten an der Grund- und Hauptschule mit Werkrealschule sowie der neu entstandene Spielplatz am Rehmenbach. Beide Spielplätze sind zu großen Teilen in Eigenleistung erbaut worden.
Sportverein: Der TuS Steißlingen ist der Mitgliederstärkste Verein mit über 1300 Mitgliedern. Überregional aktiv sind die Handballer des TuS Steißlingen. Die erste Herrenmannschaft spielt in der Oberliga Baden-Württemberg und die erste Damenmannschaft in der 3. Liga. Einige Jugendmannschaften sind in der Südbadenliga aktiv.

## Persönlichkeiten

### Söhne und Töchter der Gemeinde
- Rupert von Bodman (1646–1728), Fürstabt im Fürststift Kempten
- Roderich von Stotzingen (1822–1893), badischer Gutsbesitzer und Politiker
- Ernst Würtenberger (1868–1934), Porträt- und Genremaler, Grafiker und Kunsttheoretiker, sowie Professor an der Landeskunstschule Karlsruhe
- Fidelis von Stotzingen (1871–1947), Benediktinermönch in Beuron, Abt von Maria Laach, Abtprimas des Benediktinerordens
- Georg Maier (* 1967), deutscher Politiker (SPD) und Innenminister des Freistaats Thüringen